# 아카오 요시노부
아카오 요시노부(일본어: 赤尾 佳宣, 1975년 10월 3일 ~ )는 일본의 전 축구 선수이다.

## 구단 경력
과거 방포레 고후에서 활동하였다.